# Mary Haas
Mary Rosamund Haas, född 12 januari 1910 i Richmond i Indiana i USA, död 17 maj 1996 i Alameda County i Kalifornien, var en amerikansk lingvist som specialiserade sig på nordamerikanska språk, thailändska och historisk lingvistik.

## Biografi
Haas började sin utbildning på gymnasiet i Richmond, Indiana, och senare på Earlham College. Hon fortsatte sedan studierna med examensarbete inom jämförande filologi vid University of Chicago. Hon studerade där under Edward Sapir, som hon skulle följa till Yale University.
Under tioårsperioden 1931–1941 studerade Haas språken nitinat, tunica, natchez, creek, koasati, choctaw, alabama, och hichiti, huvudsakligen språk i den sydöstra delen av USA. Hennes första publicerade rapport, A Visit to the Other World, en nitinattext, skriven i samarbete med Morris Swadesh, gavs ut 1933.
Hon avlade 1935 sin doktorsexamen i lingvistik vid Yale University vid 25 års ålder, med en avhandling med titeln A Grammar of the Tunica Language. (Tunica var en gång hemspråk i det som nu är Louisiana och Mississippi.) På 1930-talet arbetade Haas med Sesostrie Youchigant, den siste som talade tunica flytande, och producerade omfattande texter och ordlistor.
Strax därefter genomförde Haas fältarbete med Watt Sam och Nancy Raven, de sista två i Oklahoma med natchezspråket som modersmål. Hennes omfattande opublicerade fältanteckningar har utgjort den mest tillförlitliga källan till information om det nu utdöda språket. Hon genomförde också omfattande fältarbete på creekspråket, och var den första moderna linguisten att samla omfattande texter  på detta språket. De flesta av hennes anteckningar på creek och natchez är fortfarande opublicerade, men används av lingvister på 2000-talet.

## Roll i undervisningen
Haas uppmärksammades för sitt engagemang för undervisning i lingvistik, och sin roll som lingvist i språkundervisningen. Hennes elev Karl V. Teeter påpekade i sin dödsruna över henne att hon utbildat fler amerikanska språkvetare än hennes tidigare lärare Edward Sapir och Franz Boas tillsammans: hon var handledare för mer än 100 doktorander i amerikansk lingvistik.
Haas var en av grundarna av och chef för  Survey of California Indian Languages, i denna egenskap var hon rådgivare till nästan femtio avhandlingar, däribland till många lingvister som skulle bli inflytelserika inom området, såsom William Bright (karok), William Shipley (maidu), Robert Oswalt (kashaya), Karl Teeter (wiyot), Margaret Langdon (diegueño), Sally McLendon (eastern pomo), Victor Golla (hupa), Marc Okrand (mutsun), Kenneth Whistler (proto-wintun) William Jacobsen (washo) m. fl.

## Arbetet med thai
Under andra världskriget såg USA:s regering studier och undervisning i Sydostasiens språk som är viktiga för krigsinsatsen, och under överinseende av arméns särskilda utbildningsprogram vid University of California, Berkeley, utvecklade Haas ett program för att lära ut thailändska språket. Hennes officiella Thai-English Students Dictionary, publicerades 1964 och är fortfarande i bruk  och hon tilldelades en fast tjänst vid University of California, Berkeley vid Institutionen för orientaliska språk.

## Utmärkelser
År 1963 blev Haas ordförande för Linguistic Society of America. Hon valdes till medlem av American Academy of Arts and Sciences 1974. Hon tilldelades hedersdoktorat vid Northwestern University 1975, University of Chicago 1976, Earlham College 1980, och Ohio State University 1980.